# Roger Zelazny
 Roger Joseph Zelazny (Euclid, Ohio, 1937. május 3. – Santa Fe, Új-Mexikó, 1995. június 4.) amerikai sci-fi- és fantasyszerző.

## Élete
Az Ohio-i Euclid-ben született, a lengyel bevándorló Joseph Frank Zelazny, valamint az ír-amerikai Josephine Flora Sweet egyetlen gyermekeként. A gimnáziumban az iskolaújság szerkesztője és a kreatív íróklub tagja volt. Egyetemi szakdolgozatát az angol Erzsébet-kori drámából írta, majd diploma után társadalombiztosítási adminisztrátorként dolgozott. 1969-től kizárólag az írásnak szentelte magát, számos novella és kisregény megírása után jutott el a regényhosszúságú történetekhez. Aktív tagja volt a Baltimore Science Fiction Society-nek. Zelazny kétszer házasodott: Sharon Steberlt 1964-ben vette el, majd a válás után 1966-ban Judith Alene Callahannel házasodott össze. A második házasságából két gyereke született: Devin Trent és Shannon. 1995-ben 58 évesen halt meg veseelégtelenségben.

## Munkássága
Zelazny olyan világokat ábrázol, ahol a mágia és a természetfölötti lények hihetőek és megragadóak. A sci-fi újhullámához sorolják, amely az 1960-as években megváltoztatta a műfaj arculatát, ahogy a pulp hagyományt elhagyva kísérleteztek mind a formával, mind a tartalommal, szándékosan a szépirodalom felé terelve a műfajt (A szerelem egy képzetes szám c. novella címe a matematikában használt komplex számokokra utal). Munkáiban érződik a mitológia és a költészet, valamint a 19. és 20. századi francia, angol és amerikai klasszikusok hatása.
Több művében is istenek, vagy más mitológiai alakok kerülnek a modern világba, feldolgozta többek között a görög mitológiát (This Immortal), az amerikai indiánok mitológiáját (Eye of Cat) és a hindu mitológiát (A Fény Ura). Híres fantasy-műve az Amber krónikák, mely két sorozatból (összesen tíz regényből) és hat novellából áll, egyikük befejezetlen.
Ezeken kívül írt még verseket, szerkesztett antológiákat, és dolgozott közösen más írókkal, például Philip K. Dickkel (A Harag Istene), vagy Robert Sheckley-vel (The Millennial Contest-sorozat). Novelláinak és kisregényeinek összkiadását, valamint a verseit összegyűjtve 2009-ben jelentette meg a NESFA Press, e mellett szintén 2009-ben The Dead Man’s Brother címmel posztumusz regénye is napvilágot látott.
Összesen háromszor nyerte el a Nebula-díjat és hatszor a Hugo-díjat.

## Magyarul
- Amber hercegei. Az Amber krónika első fejezete; ford. Szilágyi Róbertné; Valhalla Páholy, Bp., 1992
- Ellenfelek. Fantasy regény; ford. Erdő Orsolya; Cherubion, Debrecen, 1998 (Osiris könyvek)
- Avalon ágyúi. Az Amber hercegei folytatása; ford. Szántai Zsolt; Szukits, Szeged, 1999
- A fény ura; ford. Pék Zoltán; Agave Könyvek, Bp., 2009
- Amber krónikái. Amber kilenc hercege; ford. Hegedűs Péter; Bluemoon, Bp., 2017
- A Harag Istene; ford. Pék Zoltán, Agave Könyvek, Bp., 2023 (társszerző: Philip K. Dick)

## Díjai
- ...And Call Me Conrad 1966   Hugo-díj
- The Doors of His Face, the Lamps of His Mouth 1966   Nebula-díj
- He Who Shapes 1966   Nebula-díj
- Lord of Light 1968; A fény ura (Agave Könyvek, 2009)   Hugo-díj
- Isle of the Dead 1972 Prix Tour-Apollo-díj
- This Immortal 1976 Seiun-díj
- Home Is the Hangman 1976   Hugo-díj    Nebula-díj
- The Last Defender of Camelot 1980 Balrog-díj
- Unicorn Variation 1982   Hugo-díj
- Unicorn Variation 1984 Seiun-díj, Locus-díj, Balrog-díj
- 24 Views of Mt. Fuji, by Hokusai 1986   Hugo-díj
- Trumps of Doom 1986 Locus-díj
- Permafrost 1987   Hugo-díj

## Fordítás
- Ez a szócikk részben vagy egészben  a   Roger Zelazny című angol Wikipédia-szócikk fordításán alapul.  Az eredeti cikk szerkesztőit annak laptörténete sorolja fel. Ez a jelzés csupán a megfogalmazás eredetét és a szerzői jogokat jelzi, nem szolgál a cikkben szereplő információk forrásmegjelöléseként.